# Leyenda del Pisuerga
El Leyenda del Pisuerga es un barco de recreo que recorre el río Pisuerga a lo largo de la ciudad de Valladolid (Castilla y León, España). Está inspirado en los barcos de tipo vapor de ruedas que recorren el río Misisipi atravesando Estados Unidos.

## Historia

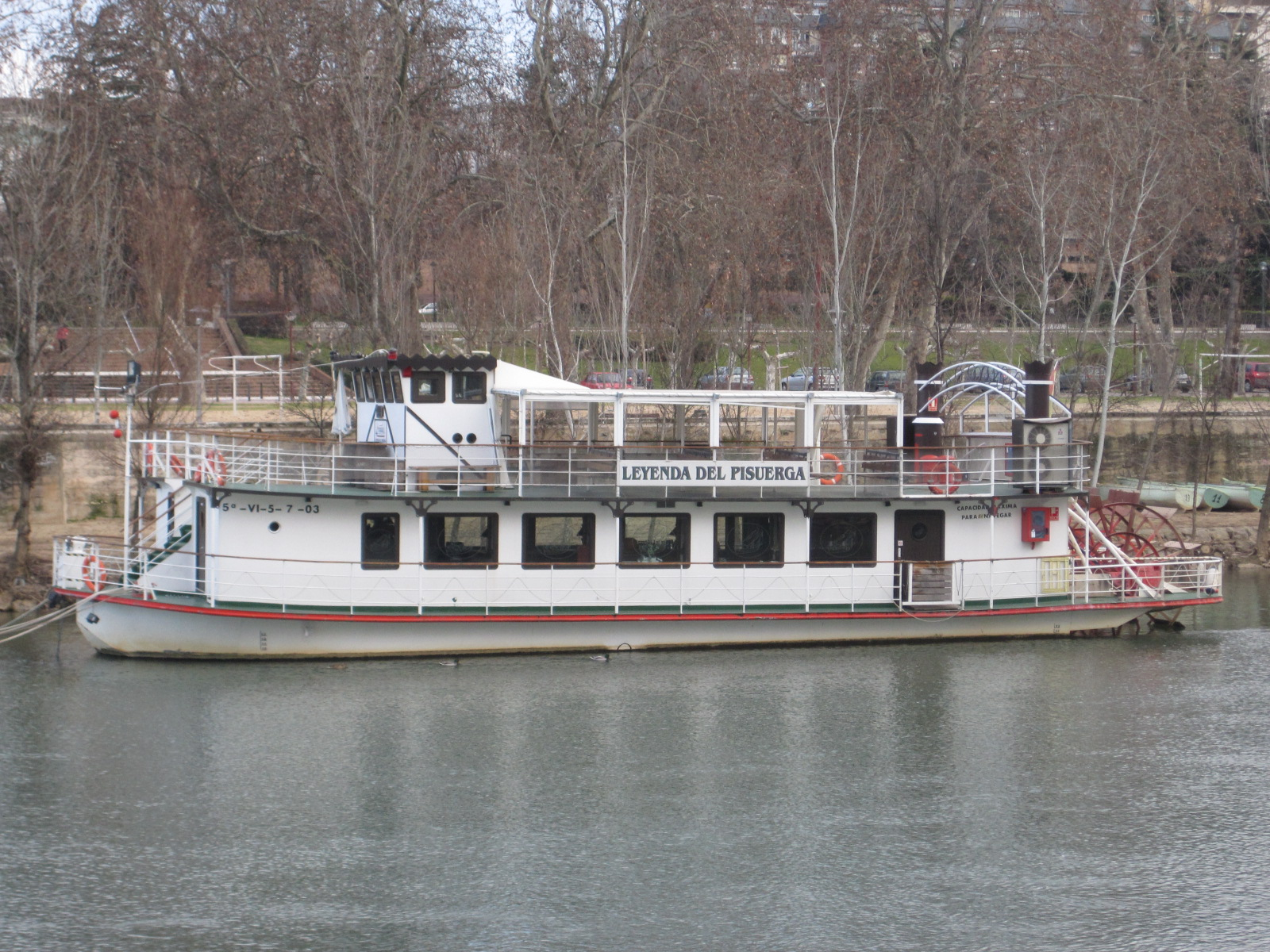
Vista de perfil de la Leyenda del Pisuerga, atracado en la playa de las Moreras (río Pisuerga) en enero del 2011, cuando le habían quitado la licencia para navegar.

Fue construido en los talleres de Besaya de Torrelavega (Cantabria). Entró en servicio el 16 de julio de 2003.
Realiza varias salidas al día recorriendo unos 12 km del río en un viaje de una hora aproximadamente. La ruta se inicia en el muelle situado al lado de la playa de las Moreras, llega hasta la zona del puente de Hispanoamérica y vuelve a la playa de las Moreras. Dispone de un salón de 110 metros cuadrados totalmente climatizado, que funciona como restaurante con cáterin (previa reserva) para grupos pudiendo celebrar comuniones, eventos de empresa, reuniones familiares, presentaciones, etc.
Desde el año 2007 el equipo de fútbol de la ciudad, el Real Valladolid, celebra sus logros (ascensos a Primera División) en una ruta por el río Pisuerga a bordo del Leyenda del Pisuerga antes de ir a la plaza Mayor o a la plaza de Zorrilla a celebrarlo con la mayoría de sus aficionados. 
En el año 2010 la Confederación Hidrográfica del Duero (CHD) le retiró el permiso de navegación por deficiencias en la nave, quedando atracado en su amarre de la playa de las Moreras durante 3 años, lo que provocó la quiebra de la sociedad, hasta que en septiembre del 2013 volvió a navegar gracias a los arreglos introducidos por su nuevo propietario.
En abril de 2021 reactivó su actividad tras el parón provocado por la pandemia de COVID-19.
En 2023 celebró su décimo aniversario tras la reforma.
En 2025 el buque fue el reclamo usado para la campaña de abonados del Real Valladolid de la temporada 2025/26.

## Galería

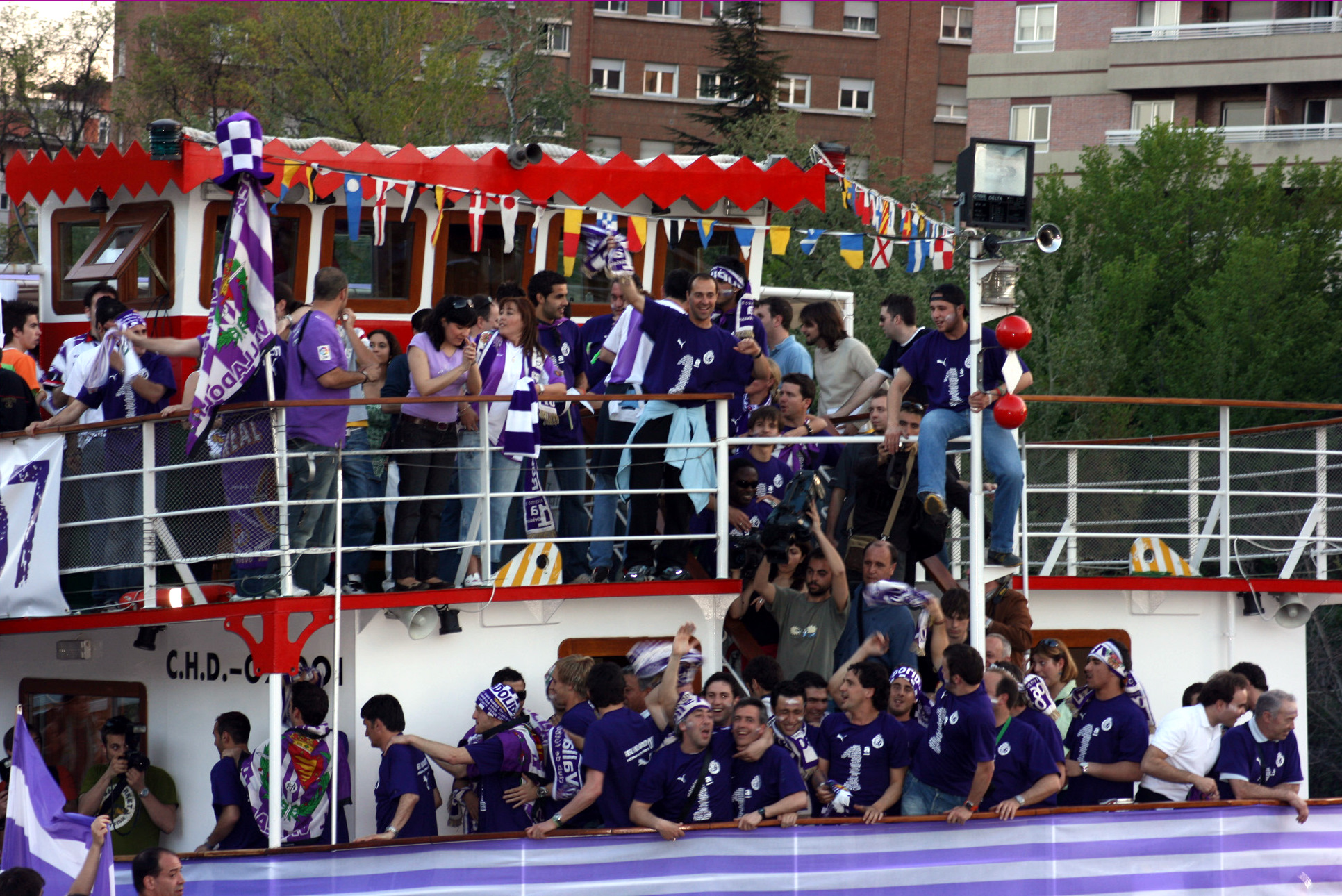
Jugadores del Real Valladolid Club de Fútbol celebrando el ascenso a Primera en junio de 2007 en la cubierta del  Leyenda del Pisuerga.
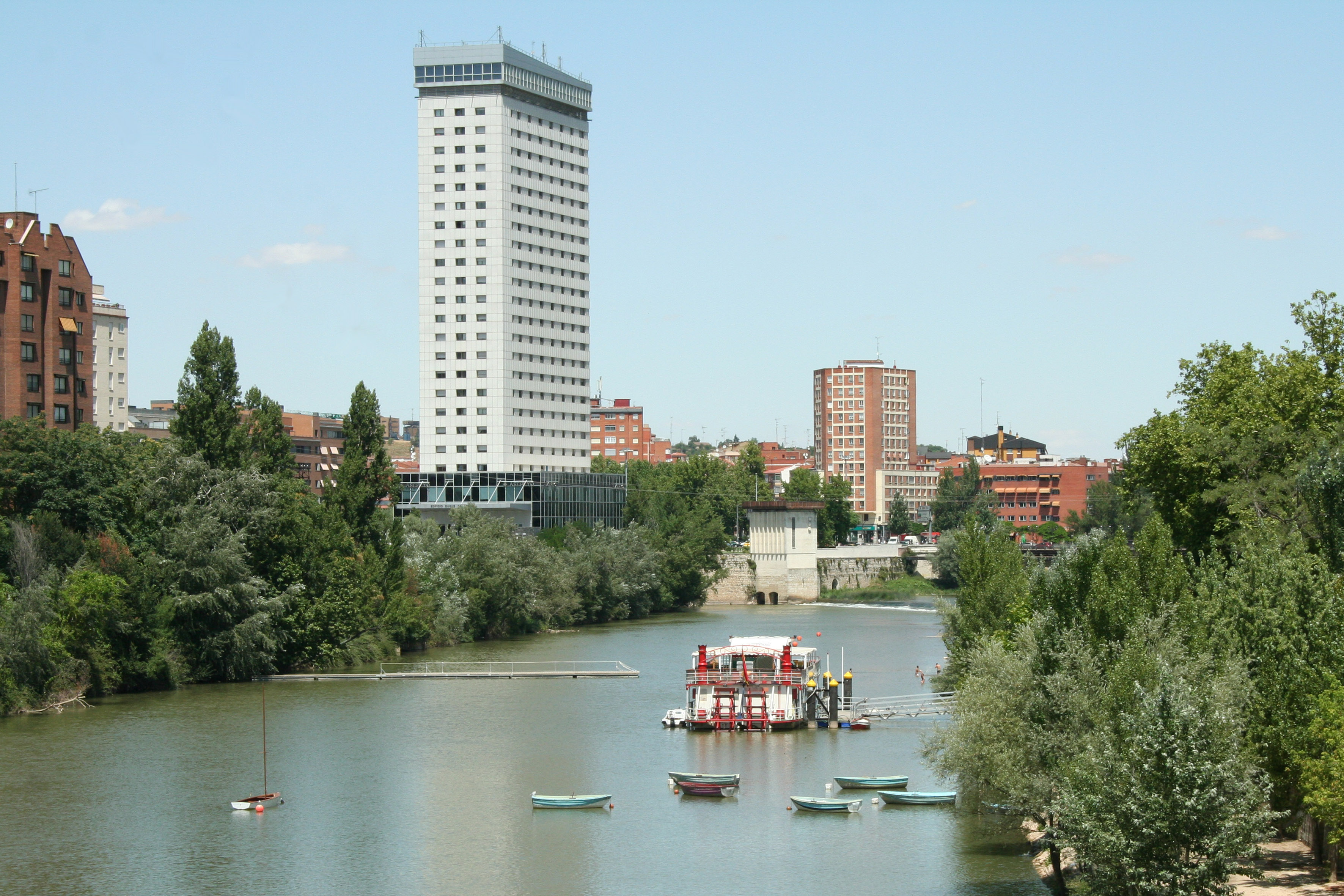
El río Pisuerga a su paso por Valladolid, con el puente Mayor al fondo. En el medio se encuentra el barco. A su izquierda el Edificio Duque de Lerma y en frente se sitúa la playa de las Moreras, año 2014.
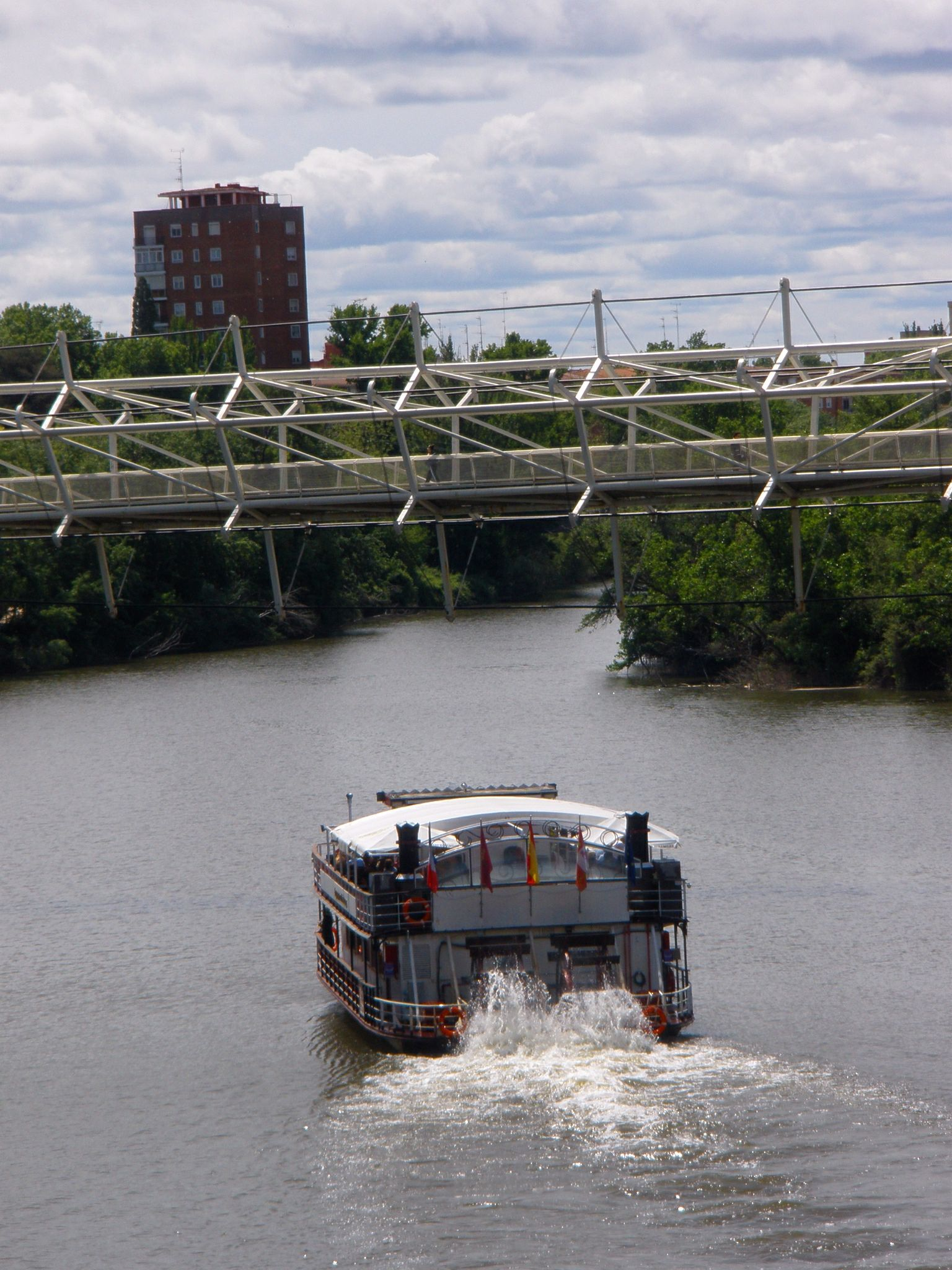
La Leyenda del Pisuerga navegando debajo de la pasarela del Museo de la Ciencia, noviembre de 2023.
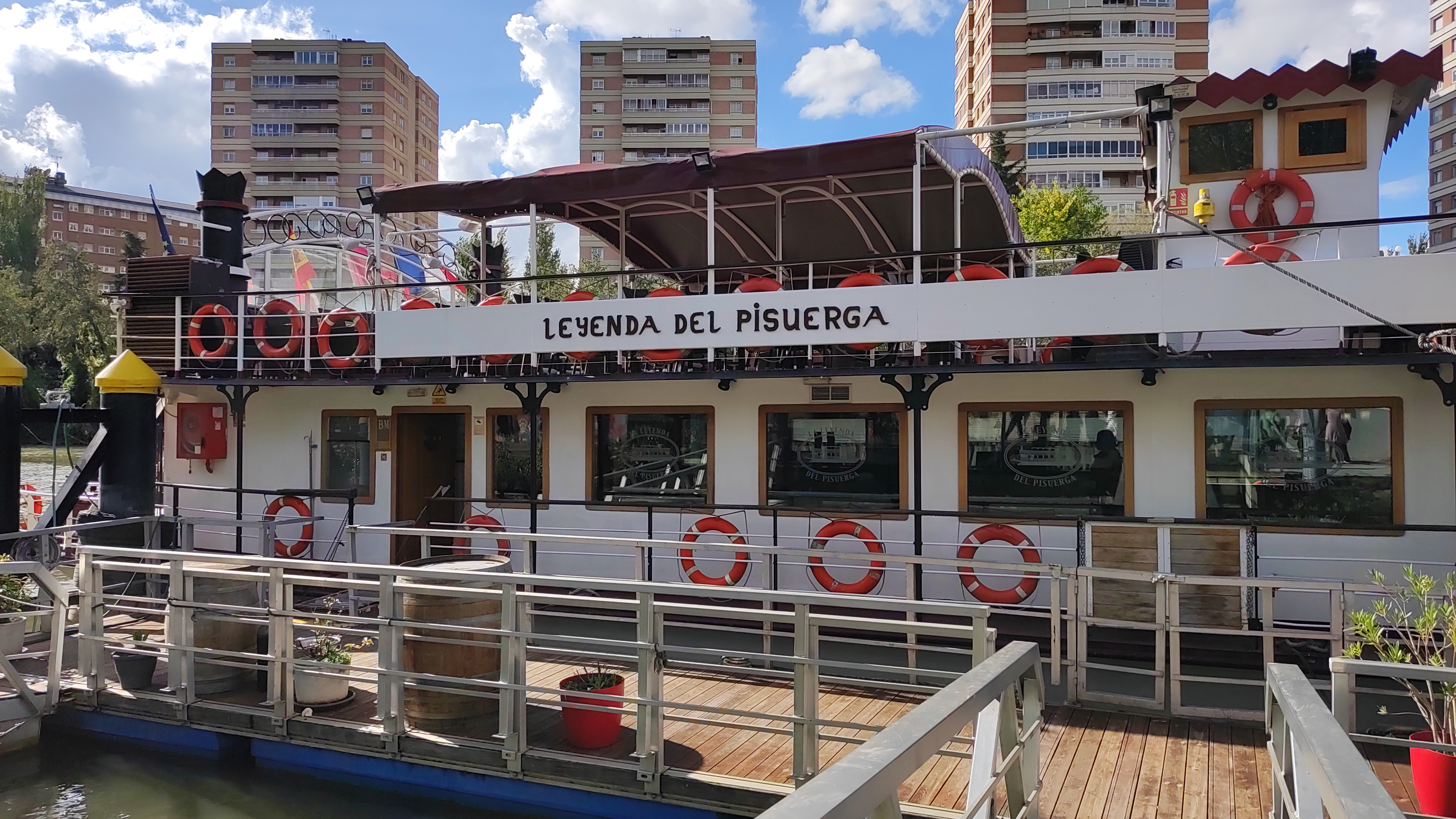
Zona de embarque del buque, noviembre de 2024.